# پایگاه هوایی رنه مواواد
 پایگاه هوایی رنه مواواد (به انگلیسی: Rene Mouawad Air Base) یک فرودگاه نظامی و غیرنظامی با کد یاتا KYE است که یک باند فرود بتن دارد و طول باند آن ۳۰۰۰ متر است. این فرودگاه در کشور لبنان قرار دارد و در ارتفاع ۲۳ متری از سطح دریا واقع شده است.